# Agrilinus
Genre
Agrilinus est un genre d'insectes de l'ordre des coléoptères, de la famille des Scarabaeidae.

## Espèces
Selon Catalogue of Life (10 août 2014) :
- Agrilinus ater (De Geer, 1774)
  - Agrilinus ater ascendens Reiche, 1863
  - Agrilinus ater falsarius Reitter, 1892
  - Agrilinus ater lucasi (Harold, 1859)
- Agrilinus bardus Balthasar, 1946
- Agrilinus bollowi Balthasar, 1941
- Agrilinus breviusculus Motschulsky, 1866
- Agrilinus constans Duftschmid, 1805
- Agrilinus convexus (Erichson, 1848)
- Agrilinus hasegawai Nomura & Nakane, 1951
  - Agrilinus hasegawai aka Nakane, 1960
  - Agrilinus hasegawai akahane Nakane, 1960
- Agrilinus hayachinensis Nomura & Nakane, 1951
- Agrilinus ibericus (Harold, 1874)
  - Agrilinus ibericus basilicatus Fiori, 1907
- Agrilinus isajevi Kabakov, 1996
- Agrilinus ishidai Masumoto & Kiuchi, 1987
- Agrilinus Jugurtha (Balthasar, 1931)
- Agrilinus lindbergi Petrovitz, 1959
- Agrilinus lungaiensis (Petrovitz, 1962)
- Agrilinus madara Nakane, 1960
- Agrilinus monicae Stebnicka, 1981
- Agrilinus monikae Kral, 2013
- Agrilinus montisamator Balthasar, 1965
- Agrilinus nikolajevi Berlov & Kalinina & Nikolajev, 1989
- Agrilinus obliviosus Reitter, 1892
- Agrilinus pirinensis Balthasar, 1946
- Agrilinus pseudolungaiensis Mencl & Rakovic, 2012
- Agrilinus punctator Reitter, 1892
- Agrilinus ritsukoae Kawai, 2004
- Agrilinus rufoanalis Petrovitz, 1961
- Agrilinus shilenkovi Berlov, 1989
- Agrilinus shukronajevi Nikolajev, 1998
- Agrilinus spinulosus (Schmidt, 1910)
- Agrilinus striatus (Schmidt, 1910)
- Agrilinus surdus Boucomont, 1929
- Agrilinus tashigaonae Emberson & Stebnicka, 2001
- Agrilinus tenax (Balthasar, 1932)
- Agrilinus uniformis Waterhouse, 1875
- Agrilinus virginalis (Reitter, 1900)
- Agrilinus wassuensis Petrovitz, 1962

## Espèces rencontrées en Europe
Selon Fauna Europaea (10 août 2014) :
- Agrilinus ater (De Geer, 1774)
- Agrilinus constans (Duftschmid, 1805)
- Agrilinus convexus (Erichson, 1848)
- Agrilinus ibericus (Harold, 1874)
  - Agrilinus ibericus basilicatus (Fiori, 1907)
  - Agrilinus ibericus ibericus (Harold, 1874)
- Agrilinus rufus (Moll, 1782)
- Agrilinus sordidus (Fabricius, 1775)
  - Agrilinus sordidus sordidus (Fabricius, 1775)